# Thiago Quirino da Silva
Thiago Quirino da Silva, meglio noto come Thiago Quirino o semplicemente Quirino (Belo Horizonte, 4 gennaio 1985), è un ex calciatore brasiliano, di ruolo attaccante.

## Carriera

### Club
Dal 2003 al 2005 ha giocato nell'Atlético Mineiro, squadra con cui ha collezionato 65 presenze in prima squadra, guadagnandosi al tempo stesso la chiamata nella Nazionale brasiliana Under-20 e vincendo la medaglia di bronzo ai Mondiali di categoria nel 2005.
Prima della stagione 2006 viene acquistato dagli svedesi del Djurgården per una cifra pari a 14 milioni di corone svedesi, corrispondenti a circa un milione e mezzo di euro. Il brasiliano tuttavia non ripagherà le attese, partendo spesso dalla panchina e realizzando solo un gol al primo anno a Stoccolma, continuando a manifestare difficoltà anche in seguito.
La sua parentesi svedese si concluderà al termine del campionato 2008 con la cessione ai giapponesi del Consadole Sapporo per 2,5 milioni di corone, valore molto inferiore rispetto a quello pagato per il suo arrivo in Europa. I giornali del paese scandinavo lo hanno definito come uno dei più grandi flop della Allsvenskan.
Al primo anno in J. League Division 2 segna 19 reti in 48 partite, mentre l'anno successivo, sempre nel secondo livello del campionato giapponese, sigla 2 gol in 17 incontri. Nel 2012 approda ai sudcoreani del Daegu con un prestito annuale. Rientra al Consadole nel 2012, ma in 7 presenze non va mai in rete.
Nel luglio del 2012 scende in J. League Division 2, contribuendo alla promozione dello Shonan Bellmare con 7 marcature. Dopo aver segnato altre 2 reti in 13 partite durante l'annata seguente, viene ceduto in prestito a stagione in corso all'Al-Shaab, rimanendo per un anno negli Emirati Arabi Uniti. Acquisisce poi la cittadinanza di Timor Est e firma con i giapponesi del Ventforet Kofu, ma gioca solo 7 partite senza segnare alcun gol.
Rimasto svincolato per qualche mese, nel settembre del 2015 fa ritorno allo Shonan Bellmare dove già aveva giocato in passato.

### Nazionale
Ha giocato nella nazionale brasiliana Under-20, con cui nel 2005 ha partecipato sia al campionato sudamericano di categoria (chiuso con una finale persa) che al Mondiale di categoria (chiuso con un terzo posto).